# غوفينداسمي سوبيا
غوفينداسمي سوبيا (وُلد في 17 حزيران 1929، وتوفي في 16 كانون الأول 2012) كان حكم كرة القدم سنغافوري.
أَشَرف سوبيا على مبارةٍ واحدةٍ في كأس العالم 1974 عندما لعبت بولندا وفازت على منتخب هايتي بنتيجة 7-0، وأستمرت مسيرته كحكم مساعد في مبارتيّ أخريين.
كان سوبيا الحكم الأسيويّ الأول الذي يقوم بالإشراف على مبارياتِ كأس العالم.

## حياته الشخصية
وُلد سوبيا في الهند، وتوفي في سنغافورة بعمرٍ يناهز 83، وكان لديه حفيدان وإبنة أسمها شاميني سوبيا، وولدٌ أسمه سوبرا سوبيا، وزوجته أسمها فلامبل.
أُصيب سوبيا بمرض السكري، واستُئصل من قدميه أصبعان بعد الإصابةِ.

## الجوائز
حَصَلَ سوبيا على جائزة من الفيفا كونه مدرباً للحكام لمدةِ 25 سنة، قُدم لسوبيا جائزة الخدمة المتميزة في عام 2009، وجائزة الخدمة الذهبية في شهر أيلول، وحصل على جائزةِ إنجاز العمرِ في 2012.

## الروابط الخارجية
https://int.soccerway.com/referees/govindasamy-suppiah/108131/
https://www.playmakerstats.com/arbitro.php?id=806&amp%3bsearch=1